# NGC 46
NGC 46 o stea de tip F8 localizată la aproximativ 962 ± 281 ani-lumină de sistemul nostru solar, în constelația Peștii.
| pronounce = 
| ra = 00h 14m 10.1s A fost 22 octombrie 1852 de către astronomul irlandez Edward Joshua Cooper, care a definit incorect această stea ca fiind o nebuloasă.

## Legături externe
- NGC 46 la WikiSky: DSS2, SDSS, GALEX, IRAS, Hydrogen α, X-Ray, Astrophoto, Sky Map, Articole și imagini
- SEDS